# Frances Cobham
Frances Cobham, född Newton 1539, död 1592, var en engelsk hovfunktionär. Hon var hovdam hos drottning Elisabet I av England 1559-1592. Hon tillhörde kretsen av monarkens mest gynnade och inflytelserika hovdamer. 
Hon var dotter till sir John Newton och Margaret Poyntz. Hon gifte sig 1560 med William Brooke, 10:e baron Cobham. Hon tillhörde den första grupp hovdamer som tillträdde vid Elisabets tronbestigning. 
Lady Frances Cobhams position vid hovet växte stadigt allteftersom åren gick och intensifierades efter Katherine Ashleys död, då hon blev en av monarkens närmaste förtrogna. Hon kombinerade sin intensiva hovtjänst med avbrott för barnafödslar hemme, innan hon åter kallades i tjänst. Liksom Mary Dudley förespråkade hon 1559 ett giftermål med ärkehertig Karl av Österrike. 1564 välkomnade hon med sin make prinsessan Cecilia Vasa av Sverige under dennas besök i England innan prinsessan presenterades för Elisabet. 1571 tillfrågades hon och Elizabeth Clinton av drottningen om hon borde gifta sig med Henrik III av Frankrike, varpå Cobham avrådde av åldersskäl i konflikt med Clinton. 1572 förlorade hon sin plats och förvisades från hovet i onåd på grund av Ridolfikomplotten, då hennes make sattes i Towern för fösumlighet då han undanhållit information, men hon återinsattes in tjänst 1574. När Cecil hamnade i onåd på grund av Maria Stuarts avrättning 1587, erbjöd hon sig att agera medlare för en försoning mellan Cecil och drottningen, och även om det är oklart om Cobham spelade den rollen, inträffade verkligen en försoning.